# Боснія і Герцеговина на Чемпіонаті світу з легкої атлетики 2017
Боснія і Герцеговина на Чемпіонаті світу з легкої атлетики 2017, що проходив з 4 по 13 серпня 2017 року в Лондоні (Велика Британія) була представлена 3 спортсменами.

## Результати

### Чоловіки
Трекові і шосейні дисципліни
| Спортсмен  | Дисципліна | Забіги    | Забіги | Півфінал   | Півфінал   | Фінал      | Фінал      |
| Спортсмен  | Дисципліна | Результат | Місце  | Результат  | Місце      | Результат  | Місце      |
| ---------- | ---------- | --------- | ------ | ---------- | ---------- | ---------- | ---------- |
| Амель Тука | 800 м      | 1:46.54   | 21     | не пройшов | не пройшов | не пройшов | не пройшов |

Технічні дисципліни
| Спортсмен   | Дисципліна     | Кваліфікація | Кваліфікація | Фінал           | Фінал           |
| Спортсмен   | Дисципліна     | Результат    | Місце        | Результат       | Місце           |
| ----------- | -------------- | ------------ | ------------ | --------------- | --------------- |
| Хамза Аліч  | Штовхання ядра | 18.95        | 32           | Did not advance | Did not advance |
| Месуд Пезер | Штовхання ядра | 19.88        | 21           | Did not advance | Did not advance |